# راندا، جیبوتی
راندا، جیبوتی یک شهرک در جیبوتی است که در منطقه تاجوره واقع شده‌است.

## خصوصیات
راندا ۰٫۴۴ کیلومترمربع مساحت و ۱٬۰۲۳ نفر جمعیت دارد و ۹۲۷ متر بالاتر از سطح دریا واقع شده‌است.